# 황우
황우(皇祐, 1049년 ~ 1054년 3월)는 북송 인종(仁宗) 조정(趙禎)의 일곱번째 연호이다. 5년 3개월 가량 사용하였다.

## 개원
- 경력(慶曆) 8년 12월 1일[1](1049년 1월 7일)에 연호를 황우(皇祐)로 정하고, 다음 해 1월 1일[2](1049년 2월 6일)에 개원함.[3][4][5][6]

- 황우(皇祐) 6년 3월 16일[7](1054년 4월 26일)에 연호를 지화(至和)로 개원함.[8][9][5][6]

## 연대 대조표
| 황우       | 원년            | 2년        | 3년        | 4년        | 5년        | 6년        |
| 서기(西紀) | 1049년          | 1050년     | 1051년     | 1052년     | 1053년     | 1054년     |
| 간지(干支) | 기축(己丑)      | 경인(庚寅) | 신묘(辛卯) | 임진(壬辰) | 계사(癸巳) | 갑오(甲午) |
| 요(遼)     | 중희(重熙) 18년 | 19년       | 20년       | 21년       | 22년       | 23년       |

## 동시대 연호

### 중국
요(遼)
- 중희(重熙) (1032년 ~ 1055년)

대리국(大理國)
- 보안(保安) (1045년 ~ 1052년)
- 정안(政安) (1053년 ~ 1061년)

서하(西夏)
- 연사녕국(延嗣寧國) (1049년)
- 천우수성(天祐垂聖) (1050년 ~ 1052년)
- 복성승도(福聖承道) (1053년 ~ 1056년)

기타
- 농지고(儂智高) 경서(景瑞) (1049년 ~ 1052년)
- 농지고(儂智高) 계력(啓曆) (1052년 ~ 1053년)

### 베트남
- 티엔깜타인부(天感聖武) (1044년 ~ 1049년)
- 숭흥다이바오(崇興大寶) (1049년 ~ 1054년)

### 일본
- 에이쇼(永承) (1046년 ~ 1053년)
- 덴기(天喜) (1053년 ~ 1058년)

## 같이 보기
- 중국의 연호 목록